# Elizalde

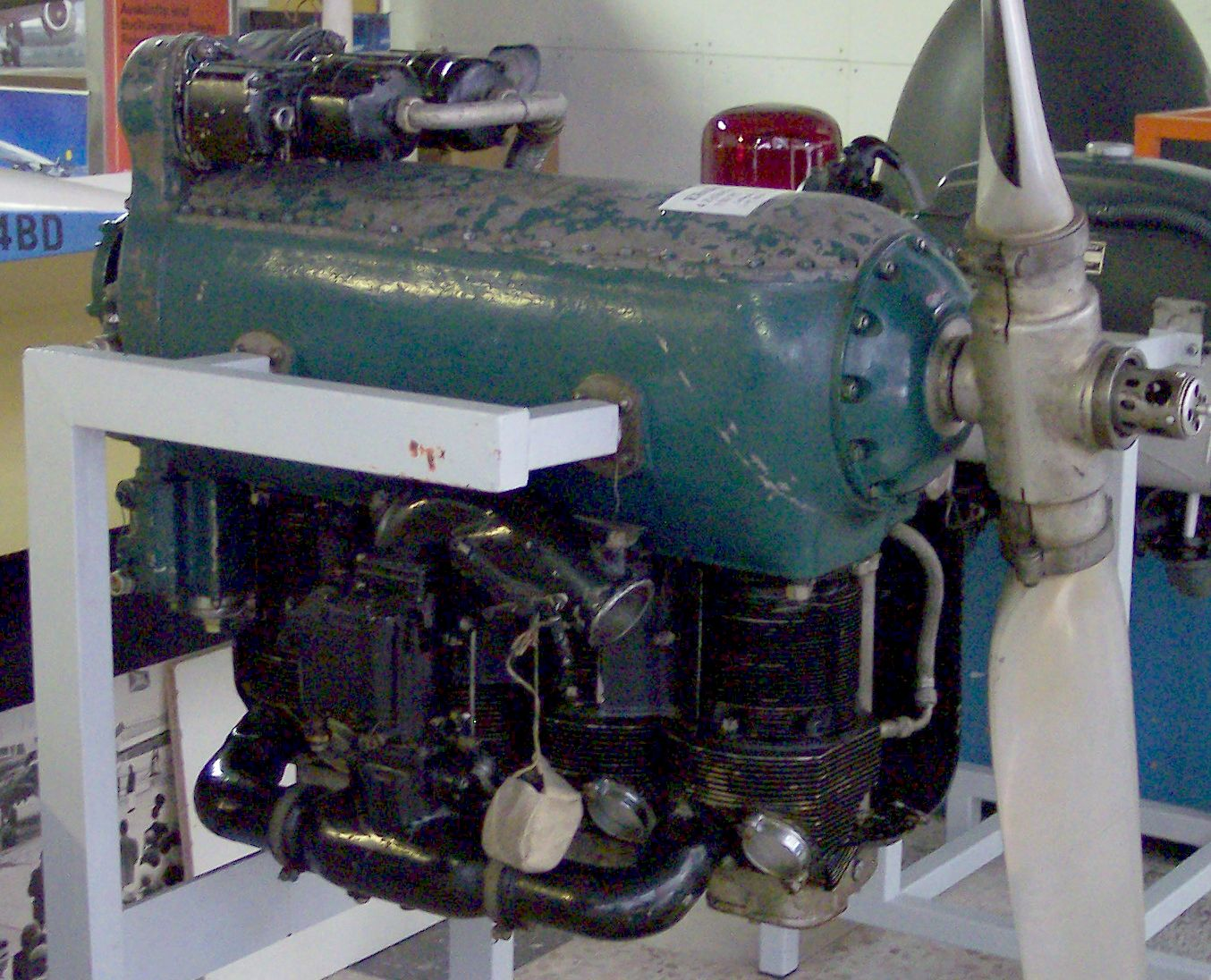
Eine Elizalde Tigre

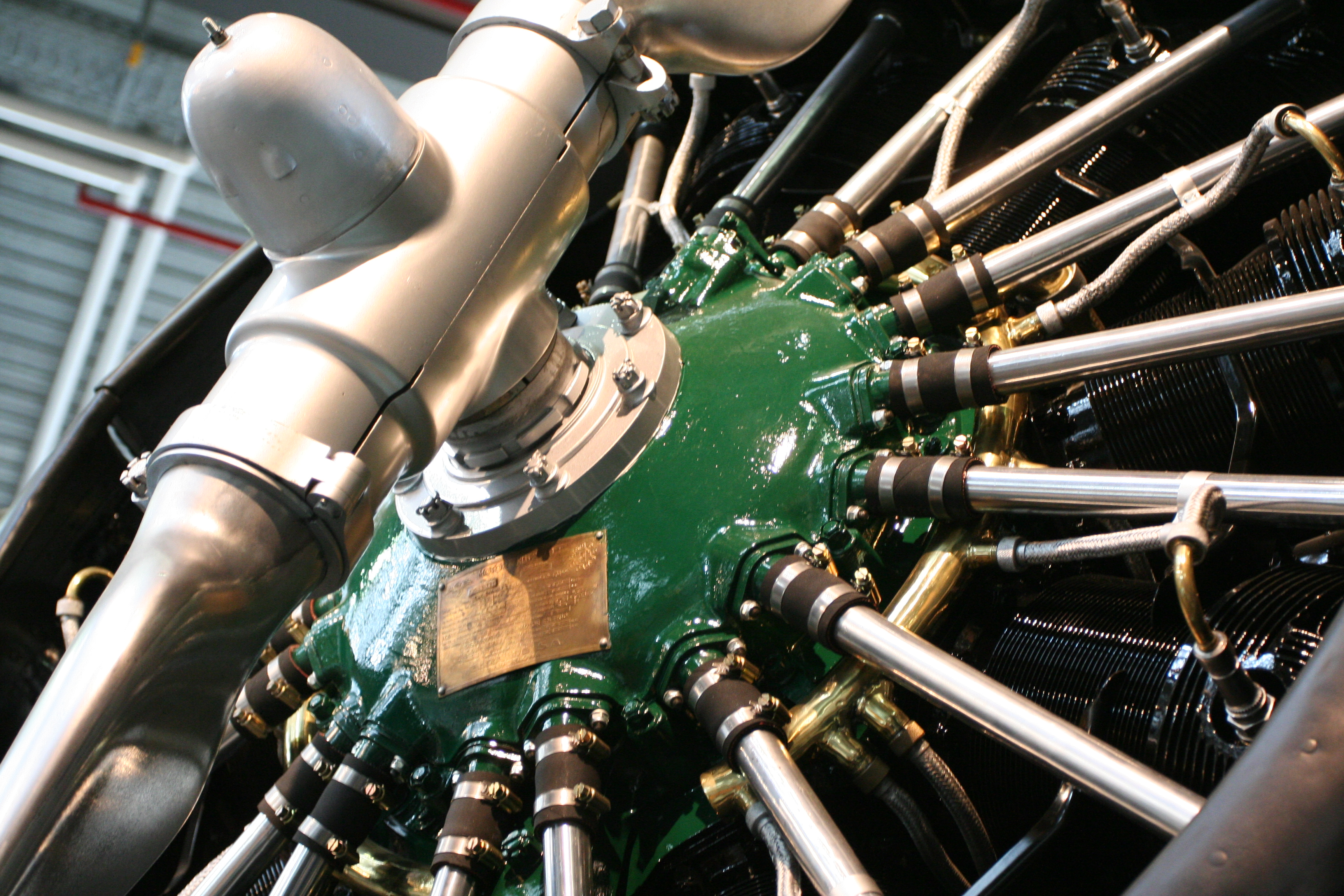
Triebwerk Elizalde Beta

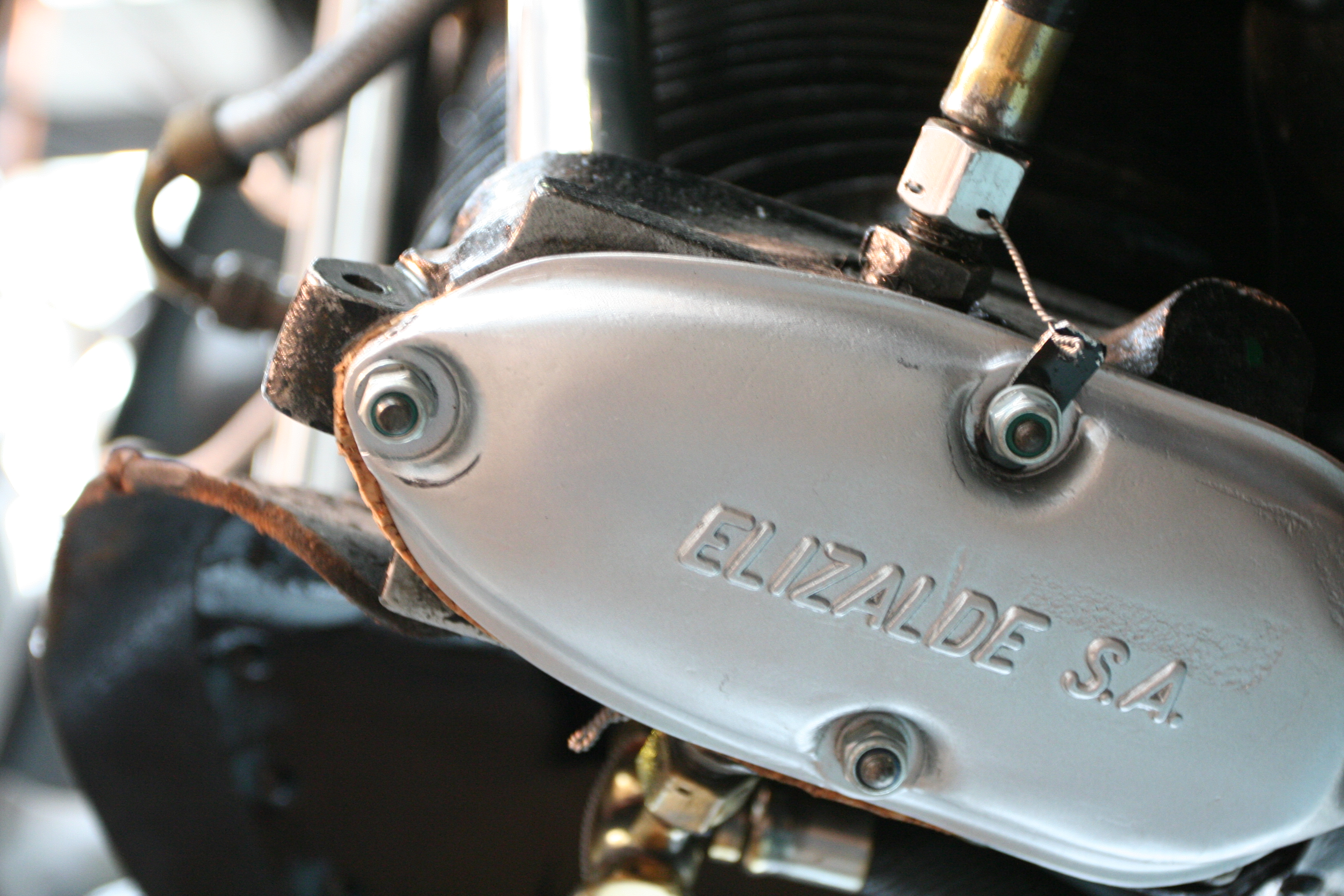
Detail des Elizalde Beta

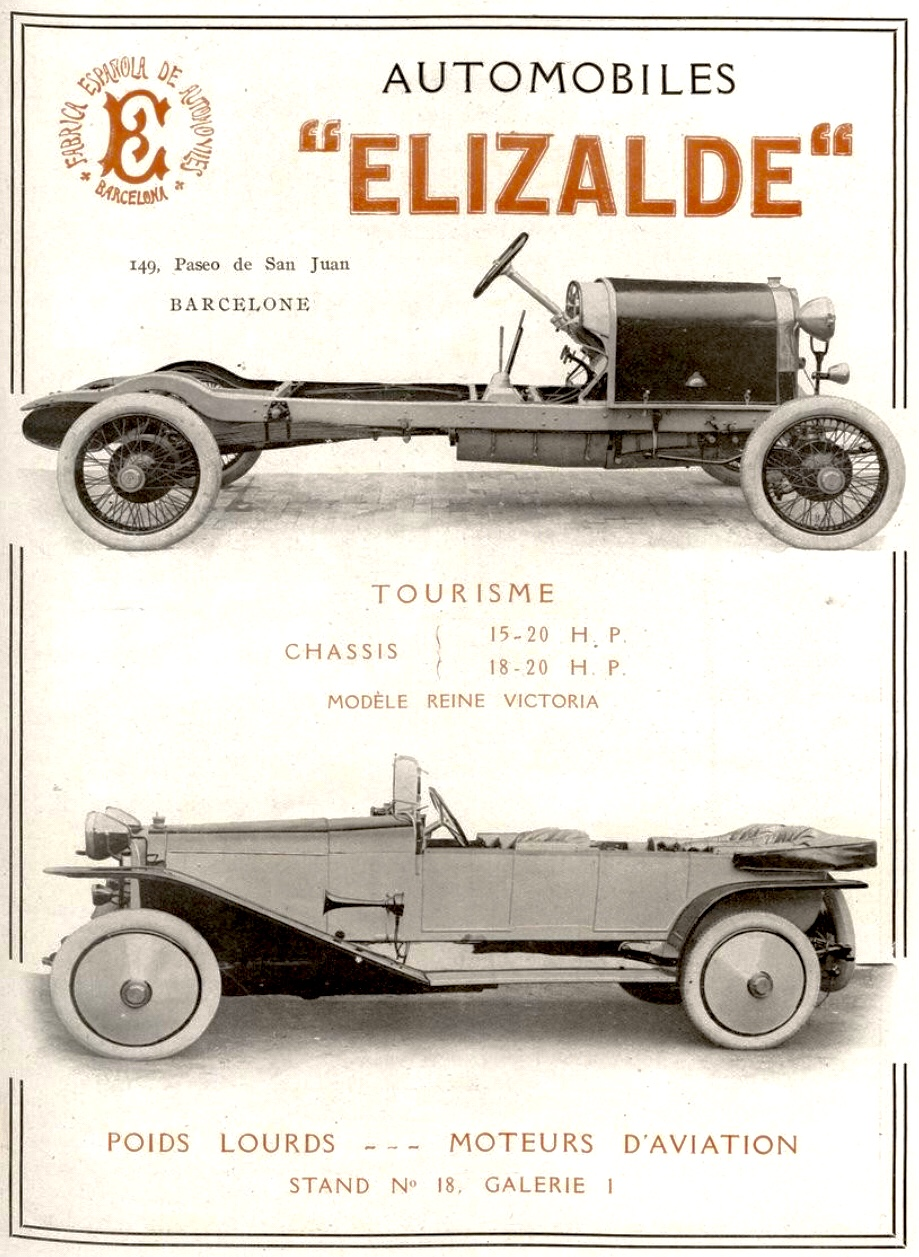
Elizalde Fahrzeugwerbung

Die Elizalde S. A. war ein 1908 gegründetes spanisches Unternehmen zur Herstellung von Kraftfahrzeugen mit Sitz in Barcelona in der Straße Paseo de San Juan Nr. 149. Gründer und Firmeninhaber war zunächst Arturo Elizalde Rouvier. Das Unternehmen nahm mit seinen Fahrzeugen an zahlreichen Rennveranstaltungen teil und konnte auch viele Siege verbuchen.
1917 wurde das Unternehmen von den spanischen Militärbehörden ausgewählt, um die eigene Luftwaffe mit Motoren zu versorgen. Zunächst wurden zwei Typen entwickelt, der Elizalde T-41 mit 100 PS (74 kW) und der Elizalde T-80 mit 150 PS (110 kW). Letzterer war ein luftgekühlter Achtzylindermotor in V-Form. Die Prüfstandläufe und auch die Flugversuche in einer Farman M.F.11 waren erfolgreich, und so wurde die Großserienfertigung für 1919 eingeleitet. Mit dem Ende der Kampfhandlungen 1918 stornierte die Militärverwaltung jedoch ihre Bestellungen. Das Unternehmen beschäftigte sich wieder mit der Herstellung von Kraftfahrzeugen, bis 1924 erneut Bedarf an Flugzeugmotoren entstand. Elizalde sicherte sich das Nachbaurecht für einen 450 PS (331 kW) starken Lorraine-Motor, der unter anderem in die in Spanien gebauten Flugzeugmuster Bréguet XIX und Dornier Wal eingebaut wurde. Nach dem Tode von Arturo Elizalde 1925 übernahm seine Frau Carmen Biada die Geschäftsführung.
1926 wurden vertragsgemäß die ersten Motoren mit der Bezeichnung Elizalde TO 3 ausgeliefert. Die Werksanlagen mussten vergrößert werden, ein Labor kam hinzu. 1927 wurde deswegen der bis dahin erfolgreiche Fahrzeugbau vollständig aufgegeben. Man begann mit der Entwicklung von Motoren der Dragón-Serie, einer Reihe luftgekühlter Sternmotoren mit fünf, sieben und neun Zylindern. Daneben wurde aus dem TO-3 der 12-Zylinder-W-Motor Elizalde TO-4 entwickelt.
Vor dem Ausbruch des spanischen Bürgerkrieges fertigte die Firma außerdem 150 Motoren mit 110 PS (81 kW) aufgrund einer Lizenz des tschechischen Herstellers Walter. Zu dieser Zeit war auch die Weiterentwicklung des Dragón, der Super-Dragón, praktisch produktionsbereit. Die dafür bereits fertigen Teile und sämtliche Unterlagen wurden nach dem Ausbruch des Bürgerkrieges bei zwei Bombenangriffen zerstört.
Die Firma wurde unter der Nummer SAF 8 kollektiviert und nach der Wiederaufnahme der Arbeit zunächst auf die Fertigung von Kriegsmaterial, unter anderem von Abwurfmunition, umgestellt, um dann mit dem Bau des sowjetischen M-25-Motors, einer Kopie des amerikanischen Wright Cyclone, wieder zum Motorenbau zurückzukehren. Die dabei gewonnenen Erfahrungen führten nach dem Ende der Kämpfe zur Entwicklung eines neuen Sternmotors mit Kompressor und einer Leistung von 750 PS (551 kW), der die Bezeichnung Elizalde Beta erhielt und zum Einbau in die in Spanien gebauten Junkers Ju 52 vorgesehen war.
Um 1940 begann Elizalde außerdem mit der Fertigung des luftgekühlten Vierzylinder-Reihenmotors Tigre IV, der 125 oder 150 PS (92 oder 110 kW) leistete und in spanischen Schulflugzeugen wie beispielsweise den von CASA gebauten Bücker Bü 131 verwendet wurde. Einen Tigre IV erhielt auch die erste der 1955 in Spanien gebauten Dornier Do 25. Die Firma wurde dann auserwählt, für die beiden Flugzeugmuster Hispano-Suiza H.S.-42 und CASA 201 die Motoren zu liefern. Dazu entstand ein neuer 500 PS (368 kW) leistender Sternmotor Elizalde Sirio.
Am 27. Dezember 1951 wurde das Unternehmen verstaatlicht und in das Instituto Nacional de Industria INI unter der Bezeichnung Empresa Nacional de Motores de Aviación, S.A. (ENMASA) eingegliedert.

## Automobilbau von Elizalde

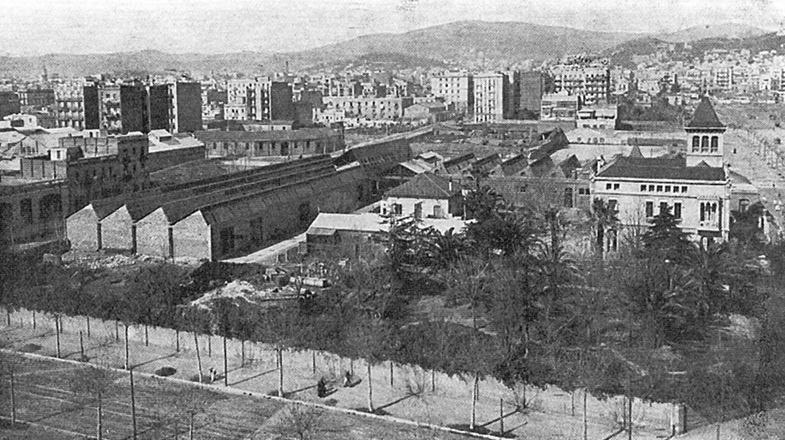
Fabrikgebäude von Elizalde (1921)

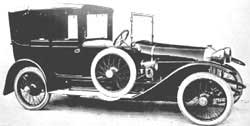
Typ 20

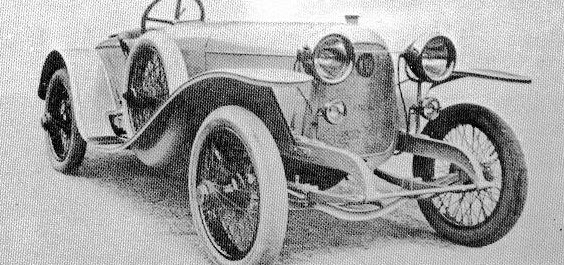
Typ 20 C Sporttorpedo mit drei Sitzen

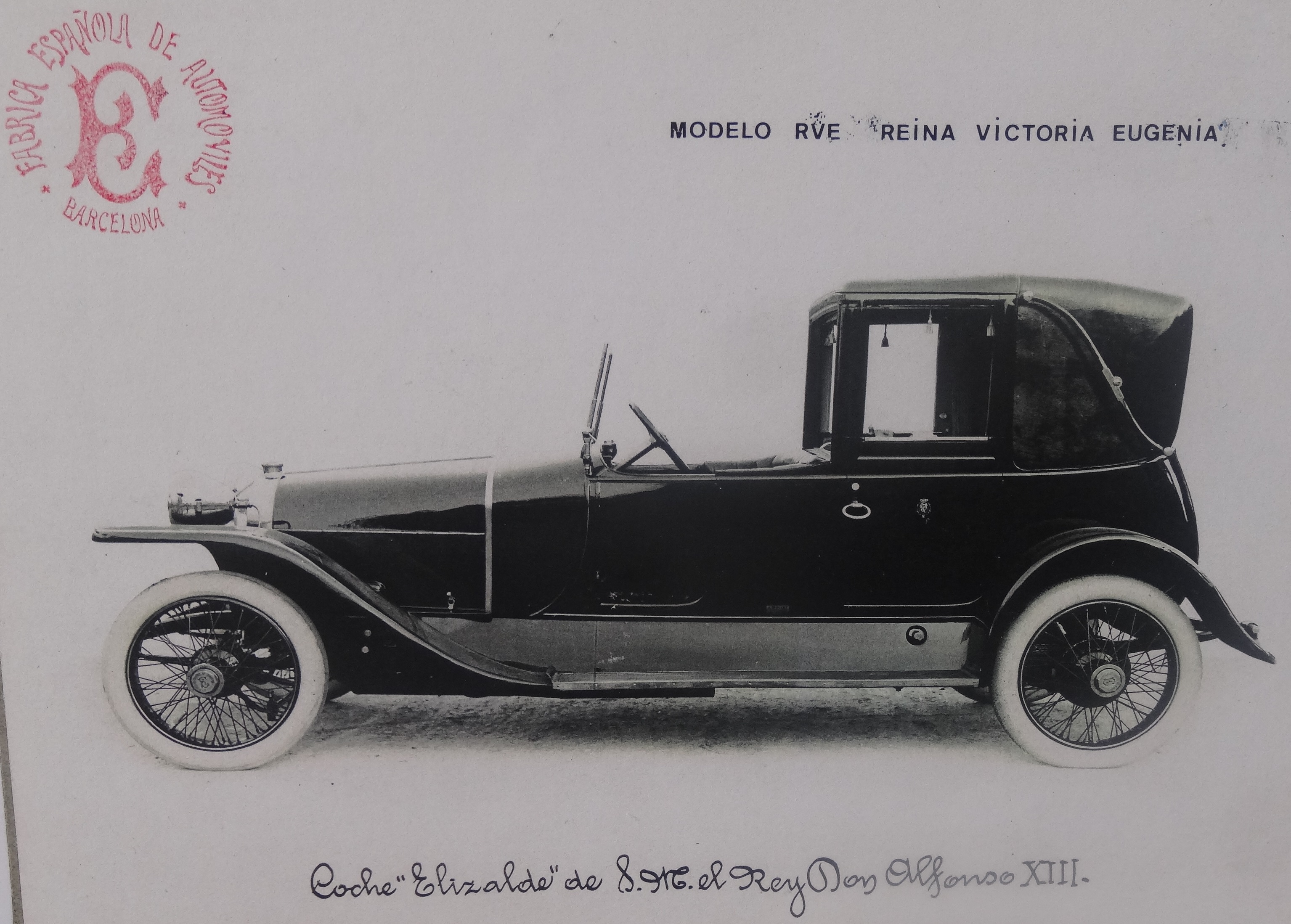
Typ 25 Reina Victoria Eugenia

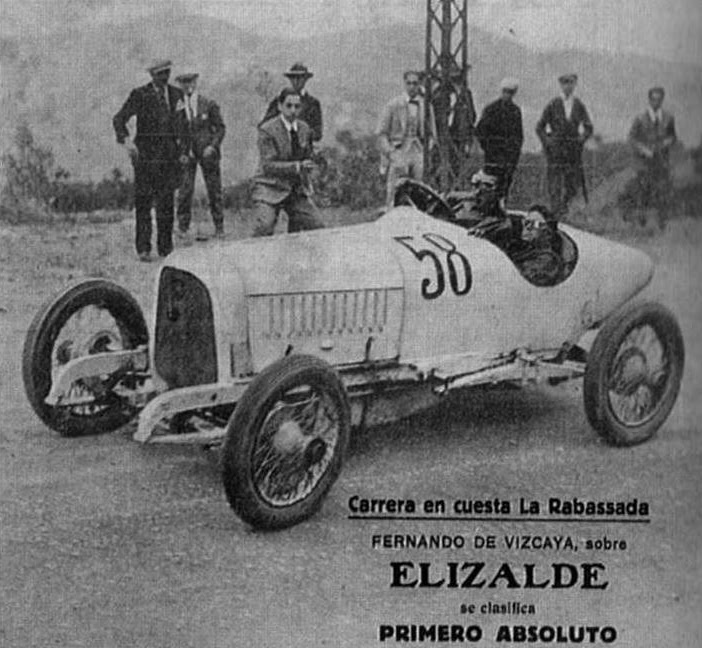
Typ 291 Rennwagen

Am 18. Juni 1910 wurde der Fahrzeugbau in "Biada, Elizalde y Cía" umbenannt, dessen Hauptzweck die Herstellung von eigenen Automobilen und Autoreparaturen, insbesondere von Delahaye Fahrzeugen, war. Der erste Prototyp (Typ 11) mit dem Namen "Biada und Elizalde" wurde im Jahr 1913 vorgestellt. Am 16. April 1914 wurde der Typ 11 fahrfähig fertiggestellt und erreichte auf einer der ersten Fahrten bereits das Tempo von 100 km/h. Am 28. April 1915 testete S.M. König D. Alfonso XIII. persönlich eines der Autos auf der Strecke von Madrid nach Navacerrada. Kurz darauf bestellte der Monarch ein Cabriolet "Elizalde" Typ 20 für seinen persönlichen Gebrauch. Mit dieser Bestellung war der Start für eine Kleinserienproduktion und weitere Fahrzeugtypen gelegt worden.
Chronologische Typenreihe:
- Typ 11 von 1914
- Typ 20 von 1914
- Typ 20 B von 1915
- Typ 20 C von 1916
- Typ Super 20 von 1917
- Typ 26 (15/20 HP) von 1919
- Typ 26 S von 1919
- Typ 25 Reina Victoria Eugenia von 1920
- Typ 29 (18/30 HP) von 1920
- Typ 48 (50/60 HP) von 1921
- Typ 22/26 (Transporter) von 1922
- Typ 23/26 (Transporter) von 1922
- Typ 291 (Rennwagen) von 1922
- Typ 513 von 1922
- Typ 517 von 1922
- Typ 518 (20/30 HP) von 1922
- Typ 51 (8/10 HP) von 1922
- Typ 512 (Rennwagen) von 1922
- Typ 30 (19/30 HP) von 1924
- Typ 30 C (Lastwagen) von 1924
- Typ 26 von 1925

Quellen: